# Gymnelia latimarginata
Gymnelia latimarginata là một loài bướm đêm thuộc phân họ Arctiinae, họ Erebidae.